# Ödbjörn

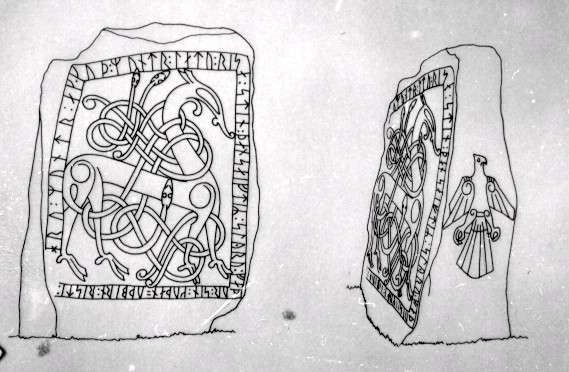
U 692

Ödbjörn även namnformen Ödbärn förekommer, var en svensk runristare. 
Ödbjörn var verksam som runristare i sydvästra Uppland under 1100-talet. Hans signerade verk är i Arnö socken i Uppland. På framsidan inom det som en rektangel utformade runtextbandet finns ett fyrfota djur av Urnestyp. Det är omslingrat av tre i åttform lagda ormar, som bildar en täckande ornamentik. På stenens ena smalsida finns en stiliserad rovfågel med fläkta vingar. Den är utförd i Ringerikestils hårda naturalistiska maner.

## Signerade ristningar
- U 692 ÷ uþbirn : risti : – Ödbjörn ristade
- U 870 ...(þ)biarn : hiu – Ödbjörn eller Vidbjörn högg

## Attribuerade ristningar
- U 719